# Ernst Bremer
Ernst Bremer, (Öckerö, 16 de febrer de 1886 - Göteborg, 10 de març de 1985), va ser un empresari suec. Tanmateix, anomenat més comunament com el "rei contrabandista".
Bremer gairebé sempre es descriu com un heroi popular malgrat un enorme historial criminal i constants enfrontaments amb els costums de l'època. Durant uns anys de la dècada de 1910, Bremer va viure a Kalvsund. L'any 2004, la vila va declarar monument d'edifici on vivia i s'hi va instal·lar un museu del contraban.
Al voltant de 1920, es va introduir la prohibició de l'alcohol a Noruega i el sistema Bratt de racionament d'alcohol a Suècia, la qual cosa va provocar un important tràfic de contraban a través d'Strömstad, que, entre altres coses, feia transbordaments a les zones marítimes a l'oest de Grisbådarna, que eren aigües poc profundes amb bona oportunitats d'ancoratge i localitzades en aigües internacionals. Bremer va ser un actor important en aquestes operacions de contraban. Entre altres coses, l'any 1923 va perdre, com a propietari, un vell vaixell de vapor alemany, el "Greifswald", que es va enfonsar amb una gran càrrega d'alcohol. Va ser processat el 1929 a Noruega per haver introduït de contraban 330.000 litres de licor a Noruega.
El 1944, també va provocar una conflicte diplomàtic entre Suècia i la Gran Bretanya quan es trobava amb el seu vaixell de pesca davant la costa d'Escòcia. Juntament amb la seva tripulació, havia creuat la barrera de mines de la mar del Nord. Els britànics sospitaven que era un espia alemany a qui li havien donat via lliure sobre les mines. Bremer va ser empresonat a la Gran Bretanya durant un any.
La carrera de contrabandista de Bremer es va representar lliurement a la comèdia cinematogràfica suecodanesa Smugglarkungen ("El rei contrabandista") de 1985 amb, entre d'altres, Janne "Loffe" Carlsson i Björn Skifs en els papers principals. I també apareix com a actor secundari a la sèrie danesa Hotel Voramar.